# Dinocroc vs. Supergator
Dinocroc vs. Supergator é um filme norte-ameicano de 2010, que estreou no canal Syfy em 26 de junho de 2010. Esta é uma das performances finais de David Carradine. O filme foi lançado em DVD e Blu-ray em 12 de julho de 2011.

## Sinopse
Em uma ilha tropical, duas criaturas gigantes escapam da instalação experimental que estavam e saem a ilha afora. Agora eles invadem uma praia com habitantes que se tornam comida das criaturas.

## Elenco
- David Carradine - Jason Drake
- Rib Hills - Bob Logan
- John Callahan - Charlie Swanson
- Corey Landis - Paul Beaumont
- Amy Rasimas - Cassidy Swanson
- Delia Shepard- Kimbery Taft
- Jerry Hess - Jerry o menino da piscina
- Shane Schoeppner - Sientista segundo morto

## Produção
Roger Corman deu ao Syfy a ideia, mas eles não sabiam se queriam fazê-lo. Mas eles filmaram isso de qualquer maneira e esperava que Syfy iria comprar os direitos para a televisão.

## Home media
Dinocroc vs Supergator foi lançado em DVD e Blu-ray em 12 de julho de 2011.